# Níkos Marinákis
Níkos Marinákis (grec moderne : Νίκος Μαρινάκης) est un footballeur grec né le 12 septembre 1993 à Héraklion. Il évolue au poste de défenseur à l'OFI Crète.

## Palmarès
- Coupe de Grèce : 2014